# Aymaraes (provincie)
| Aymaraes                                                 | Aymaraes                        |
| -------------------------------------------------------- | ------------------------------- |
|                                                          |                                 |
| Harta localizării provinciei în cadrul regiunii Apurímac |                                 |
| Informații generale                                      |                                 |
| Nume nativ                                               | Provincia de Aymaraes           |
| Țară                                                     | Peru                            |
| Regiune                                                  | Apurímac                        |
| Fondare                                                  | 21 iunie 1825                   |
| Primar                                                   | Jaime Torbisco (2011-2014)      |
| - Capitală                                               | Chalhuanca                      |
| - Suprafață totală                                       | 4213,07 km2                     |
| - Districte                                              | 17                              |
| Populație                                                |                                 |
| An recensământ                                           | 2007                            |
| - Totală                                                 | 29 569                          |
| - Densitate                                              | 7,02/km2                        |
| Fus orar                                                 | UTC-5                           |
| Sit web                                                  | http://www.muniaymaraes.gob.pe/ |
| UBIGEO                                                   | 0304                            |
| Modifică text                                            |                                 |

Aymaraes este una dintre cele șapte provincii din regiunea Apurímac din Peru. Capitala este orașul Chalhuanca. Se învecinează cu provinciile Andahuaylas, Abancay, Antabamba și Andahuaylas și cu regiunea Arequipa.
Provincia a fost fondată pe data de 21 iunie 1825 de către generalul Simón Bolívar.

## Diviziune teritorială
Provincia este divizată în 17 districte (spaniolă: distritos, singular: distrito):
- Chalhuanca
- Capaya
- Caraybamba
- Chapimarca
- Colcabamba
- Cotaruse
- Huayllo
- Justo Apu Sahuaraura
- Lucre
- Pocohuanca
- San Juan de Chacña
- Sañayca
- Soraya
- Tapairihua
- Tintay
- Toraya
- Yanaca

## Grupuri etnice
Provincia este locuită de către urmași ai populațiilor quechua. Quechua este limba care a fost învățată de către majoritatea populației (procent de 71,05%) în copilărie, 28,61% dintre locuitori au vorbit pentru prima dată spaniolă, iar 0,15% au folosit limba aymara. (Recensământul peruan din 2007)